# دریاچه طشک
دریاچه طَشک نام یکی از دریاچه‌های استان فارس می‌باشد. این دریاچه در کنار روستای زیبا و قدیمی طشک از توابع شهرستان بختگان قرار دارد. این دریاچه یک فرونشست میان‌کوهی است که ارتفاع آن‌ها از سطح دریای آزاد حدود ۱۵۵۸ متر است. دریاچه طشک با وسعت تقریبی ۸۰۰ کیلومتر مربع در شمال باختری دریاچه بختگان و ۱۶۰ کیلومتری خاور شیراز قرار دارد.

## منشأ آب دریاچه
تأمین‌کننده اصلی آب این دریاچه، رودهای کُر و سیوند می‌باشد که از کوه‌های برآفتاب و موسی‌خانی، در ۵۰ کیلومتری جنوب باختری ده بید سرچشمه می‌گیرد و در باختر مرودشت، در محلی به نام پل خان پس از یکی شدن و عبور از دشت مرودشت و منطقه حاصلخیز دشت کربال با مرکزیت سلطانشهر گذشته و به دریاچه‌ها می‌ریزد.
به جز رودخانه کر که از جنوب سلطان‌شهر گذشته آب‌های حاصل از زه‌کش‌ها که به کانال معروف به جهاد ریخته از شمال سلطان‌شهر گذشته و به دریاچه طشک و بختگان سرازیر می‌شود که اکنون آب‌های زه‌کش جهاد در تالاب کمجان جمع شده و تالابی زیبا را ساخته که بسیار دیدنی است این تالاب در شمال غربی سلطان‌شهر واقع است.

## خشک شدن دریاچه

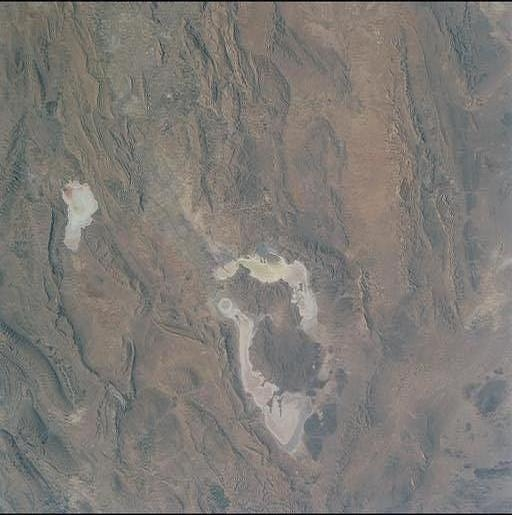
دریاچه طشک (به همراه دریاچهٔ بختگان در جنوب و دریاچهٔ مهارلو در غرب آن). نگاره توسط خدمهٔ شاتل فضایی دیسکاوری، مأموریت اس‌تی‌اس-۹۲. تاریخ: ۱۰/۲۲/۲۰۰۰.

ساختن سد درودزن سبب کاهش ورودی آب رودخانه کُر به دریاچه طشک شده‌بود. در نتیجه، ورودی آب به این دریاچه به سیلاب‌های منطقه (آباده طشک، خیر، نیریز، خرامه و ارسنجان) محدود شده‌بود.
سپس با احداث سد سیوند بر روی رود سیوند در تنگه بلاغی، سیلاب‌های رودخانه «سیوند» هم به رود کُر نرسید و در نتیجه به این دریاچه نیز آبی وارد نشد. به نظر کارشناسان، وجود سه سد درودزن، سیوند و ملاصدرا در بالادست دریاچه‌های طشک و بختگان بر روی رودخانه‌های کُر و سیوند که منبع اصلی تأمین آب این دریاچه‌هاست، موجب خشک شدن آن‌ها شده‌است.

## جزایر
تعدادی جزیره و شبه جزیره کوچک و بزرگ از جنس رادیولاریت، سنگ‌های پلاژیک و آهک‌های سروک در این دریاچه وجود دارد که از مهم‌ترین آن‌ها می‌توان به جزیره‌های نرگس و گنبان اشاره کرد که مساحت آن‌ها تابع شرایط بارندگی سالانه است. بلندترین نقطه جزیره نرگس ۱٬۶۳۵ متر از سطح دریا است.